# Tenaris
Tenaris S.A. er en luxembourgsk multinational producent af stålrør til energisektoren. Virksomheden er et majoritetsejet datterselskab til Techint Group. De har hovedkvarter i Luxembourg og produktionsfaciliteter i Argentina, Brasilien, Canada, Kina, Colombia, Italien, Japan, Mexico, Rumænien og USA. De har kundeservicecentre i 30 lande.